# Sartaure
Sartaure är en sjö i Arjeplogs kommun i Lappland och ingår i Piteälvens huvudavrinningsområde. Sjön har en area på 1,74 kvadratkilometer och ligger 744,1 meter över havet. Sartaure ligger i Piteälven Natura 2000-område. Sjön avvattnas av vattendraget Sartajåkkå.

## Delavrinningsområde
Sartaure ingår i det delavrinningsområde (742895-155254) som SMHI kallar för Utloppet av Sartaure. Medelhöjden är 1 021 meter över havet och ytan är 35,89 kvadratkilometer. Räknas de 4 avrinningsområdena uppströms in blir den ackumulerade arean 158,07 kvadratkilometer. Sartajåkkå som avvattnar avrinningsområdet har biflödesordning 2, vilket innebär att vattnet flödar genom totalt 2 vattendrag innan det når havet efter 320 kilometer. Avrinningsområdet består mestadels av kalfjäll (95 procent). Avrinningsområdet har 1,89 kvadratkilometer vattenytor vilket ger det en sjöprocent på 5,3 procent.